# Eterocronia
Eterocronia in biologia evolutiva dello sviluppo indica un cambiamento nei tassi di sviluppo di un individuo rispetto all'antenato.
Un esempio può essere quello dell'evoluzione cerebrale dell'uomo dai suoi antenati primitivi all'uomo moderno.